# Кюллятювя
Кю́ллятювя (эст. Küllätüvä), ранее также Тюли́тино, Кюли́тина, Кю́ласова (эст. Külasova), Кю́ллатова (эст. Küllatova), Кю́ллатува (эст. Küllatuva) и Кю́ллату (эст. Küllatu) — деревня в волости Сетомаа уезда Вырумаа, Эстония. Исторически относится к нулку Юле-Пелска.
До административной реформы местных самоуправлений Эстонии 2017 года входила в состав волости Меремяэ.

## География и описание
Расположена в 26 километрах к востоку от уездного центра — города Выру — и в 20 километрах к юго-западу от волостного центра — посёлка Вярска . Высота над уровнем моря — 115 метров.
Климат [переходный от морского к континентальному. Официальный язык — эстонский. Почтовый индекс — 65372.

## Население
По данным переписи населения 2021 года, в Кюллятювя насчитывалось 24 жителя, все — эстонцы.
По данным переписи населения 2011 года, в деревне проживали 28 человек, также все — эстонцы (сету в перечне национальностей выделены не были).
Численность населения деревни Кюллятювя по данным переписей населения СССР и Департамента статистики Эстонии:
| Год  | 1959 | 1970 | 1979 | 1989 | 2000 | 2011 | 2018 | 2019 | 2020 | 2021 |
| ---- | ---- | ---- | ---- | ---- | ---- | ---- | ---- | ---- | ---- | ---- |
| Чел. | 114  | ↘ 92 | ↘ 50 | ↘ 29 | ↘ 26 | ↗ 28 | ↗ 33 | ↘ 30 | ↗ 31 | ↘ 24 |

## История
В письменных источниках прим. 1790 года упоминается Телятина, прим. 1866 года — Кюлитина, 1872 года — Тюлитино, 1885 года — Külätowa, 1886 года — Küllätüwwä, 1897 года — Külätawa, 1903 года — Küllätöwwä, Küllätüvä, [1904 года — Тюли́тино, прим. 1920 года — Küllatova, 1923 года — Tjulitino, 1924 года —  Külitino, 1937 года — Küllatuva.
На военно-топографических картах Российской империи (1846–1867 годы), в состав которой входила Лифляндская губерния, деревня обозначена как Кюлитина.
В XIX веке деревня входила в состав общин Обиница и Тайлово (эст. Taeluva kogukond), часть деревни также относилась к приходу Залесье.
В центре деревни находится часовня сету (на местном диалекте «цяссон»). Часовня была капитально отремонтирована в середине 1990-х годов жителями деревни. Здание не находится под охраной государства.

## Происхождение топонима
В эстонском языке есть слово кюллус (эст. küllus) — «изобилие». Эстонский доктор ветеринарии, языковед и эсперантист Энн Эрнитс считал, что аналогичные Кюллятювя названия происходят от древнего прибалтийско-финского личного имени Кюллине (Külline) — «изобильный». По мнению научного сотрудника Выруского института, лингвиста Марико Фастер топоним может происходить от древнего прибалтийско-финского личного имени, образованного от слова кюллятявя (küllättävä) — «похваленный», «похваляемый». Относительно названия Тюлитино: в России есть населённые пункты Тюлькино.
По мнению языковеда Юри Труусманна, топоним Кюллятювя произошёл от русского Тюлитино: переселенцы-полуверцы (сету), потомки Чуди, не зная русского языка, «извратили на свой лад» русское название.

## Комментарии
1. ↑  Эстонские топонимы, оканчивающиеся на -а, не склоняются и не имеют женского рода (исключение — Нарва)[8].